# Вірченко Олексій Олександрович
Олексій Олександрович Вірченко (30 березня 2001) — український плавець, срібний призер літніх Паралімпійських ігор 2020, чемпіон та бронзовий призер літніх Паралімпійських ігор 2024. Заслужений майстер спорту України.
Представляє Полтавську область.

## Спортивні досягнення
- Дворазовий бронзовий призер Чемпіонату світу 2019 року
- Чемпіон, дворазовий срібний та дворазовий бронзовий призер Чемпіонату Європи 2021 року
- Дворазовий чемпіон та бронзовий призер Чемпіонату Світу з параплавання 2022 року

## Відзнаки та нагороди
- Орден «За заслуги» II ст. (18 вересня 2024) — За досягнення високих спортивних результатів на ХVІІ літніх Паралімпійських іграх у місті Парижі (Французька Республіка), виявлені самовідданість та волю до перемоги, утвердження міжнародного авторитету України[1]
- Орден «За заслуги» III ст. (16 вересня 2021) — За значний особистий внесок у розвиток паралімпійського руху, досягнення високих спортивних результатів на XVI літніх Паралімпійських іграх у місті Токіо (Японія), виявлені самовідданість та волю до перемоги, утвердження міжнародного авторитету України[2]